# Tamsulosine
Tamsulosine is een geneesmiddel dat hoofdzakelijk gebruikt wordt voor de behandeling van benigne prostaathyperplasie (BPH) bij mannen. Het is een alfablokker die selectief is voor α1-receptoren in de prostaat, urinebuis en urineblaas. Het heeft als effect dat het de samentrekking van de spieren in deze organen vermindert. Dat verbetert de urineloop en maakt het plassen makkelijker. Het middel kan ook voorgeschreven worden bij nierstenen.
Het werd ontwikkeld door Yamanouchi Pharmaceuticals uit Japan en kwam in 1996 op de markt onder de merknamen Flomax in de Verenigde Staten en Omnic in Europa. Yamanouchi Pharmaceuticals is na de fusie met Fujisawa in 2005 Astellas Pharmaceuticals gaan heten. De octrooibescherming is inmiddels voorbij en het is ook als generiek geneesmiddel verkrijgbaar.
Tamsulosine is een sulfonamide. Het is een chiraal molecuul, die een asymmetrisch koolstofatoom bezit (links van de aminefunctie in de structuurformule). Het is de R-enantiomeer die therapeutisch actief is. In geneesmiddelen is tamsulosine aanwezig in de vorm van het hydrochloridezout tamsulosinehydrochloride of tamsulosine HCl (CAS-nummer: 106463-17-6).